# Vogelenzang (Anderlecht)
Pour les articles homonymes, voir Vogelenzang et Anderlecht (homonymie).
Le Vogelenzang ou Vogelzang est un quartier du sud-ouest de la commune d'Anderlecht (Région de Bruxelles-Capitale). Son nom, littéralement chant d'Oiseaux, est celui d'un affluent de la Senne.
Le quartier est entouré des bretelles du Ring (autoroute périphérique de Bruxelles) de l'ouest avoisinant la commune de Lennik et de l'est la commune de Leeuw-Saint-Pierre.
Il se compose de deux parties. La première est traversée par le boulevard Josse Leemans entourant une zone résidentielle, et le cimetière d'Anderlecht. La seconde, lieu-dit Meylemeersch, traversée par la route de Lennik, menant à l'hôpital Érasme est une zone plus rurale qui s'industrialise de plus en plus à cause de l'implantation du nouveau parc économique régional. La vallée du Vogelzangbeek reste néanmoins connue comme une zone naturelle protégée et reste un parcours agréable pour les promeneurs.

## Sites importants
- Cimetière communal du Vogelenzang
- Sint-Niklaas Instituut (collège néerlandophone)
- FC Vogelenzang (club de football)
- Les Asters (école communale fondamentale)
- Shopping Cora (centre commercial)
- Décathlon (grand magasin de sport et loisirs)
- Réserve Naturelle du Vogelzang

Sur le Meylemeersch
- Hôpital Érasme & Campus ULB (faculté de médecine)
- UCB Pharma SA/NV
- Unicef
- Parc du Vogelzang (à l'arrière de l'Hôpital Erasme)

## Accès
15a Anderlecht-Ouest (Hôpital Erame) / Lennik via  / N282
| ___ | Ce site est desservi par les stations de métro : Érasme et Eddy Merckx. |